# راهبه (فیلم ۲۰۱۸)
راهبه (به انگلیسی: The Nun) یک فیلم فراطبیعی ترسناک گوتیک آمریکایی محصول ۲۰۱۸ به کارگردانی کورین هاردی و نویسندگی گری دابرمن برگرفته از داستانی از دابرمن و جیمز وان است. این یک اسپین‌آف/ پیش‌درآمد از فیلم احضار ۲ در سال ۲۰۱۶ و پنجمین قسمت از فرنچایز دنیای سینمایی احضار است. در این فیلم دمیان بیچیر، تایسا فارمیگا و جوناس بلوکت به ایفای نقش می‌پردازند و بونی آرونز نیز در نقش راهبه/ والاک، از فیلم احضار ۲ بازی می‌کند. داستان آن یک کشیش کاتولیک رومی و یک راهبه در نوآموزش را دنبال می‌کند که رازی نامقدس را در سال ۱۹۵۲ رومانی کشف می‌کنند.
برادران وارنر پیکچرز و نیو لاین سینما یک فیلم اسپین‌آف برای احضار ۲ را که پنج روز پیش از آن با تهیه‌کنندگی سفران و وان اکران شده بود، اعلام کردند. فیلمنامه اولیه این فیلم توسط دیوید لزلی جانسون نوشته شده‌است. هاردی برای کارگردانی راهبه با فیلمنامه جدیدی از وان و دابرمن قرارداد بسته بود. تصویربرداری اصلی در می ۲۰۱۷ در بخارست، رومانی آغاز شد و در طول فیلمبرداری، صحنه توسط یک کشیش ارتدوکس شرقی برکت داده شد.
راهبه در ۷ سپتامبر ۲۰۱۸ توسط برادران وارنر در ایالات متحده اکران شد. منتقدان اجراها و فضای آن را ستودند، اما از روایت ضعیف و منطق ناسازگار آن انتقاد کردند. این فیلم ۳۶۵ میلیون دلار در سراسر جهان فروش داشته و تبدیل به پردرآمدترین فیلم این فرنچایز شده‌است.
دنباله ای به نام راهبه ۲ در حال حاضر با کارگردانی مایکل چاوز و تهیه‌کنندگی مشترک جیمز وان و پیتر سفرن در دست تولید است.

## داستان
داستان به زمانی برمی‌گردد که یک راهبه جوان، در صومعه‌ای در رومانی به طرزی مشکوک به قتل می‌رسد. یک کشیش با گذشته‌ای خالی و نسبتاً ترسناک، به همراه یک راهبه تازه‌کار که نزدیک به اتمام دوره آموزشی است، از جانب شهر واتیکان مسئول تحقیق روی این صومعه و اتفاقات رخ داده در آن می‌شوند. آن‌ها در حین بررسی پرونده، به راز نامقدس و شومی برخورد می‌کنند که نه‌تنها زندگی، بلکه ایمان و همچنین روح خود را به خطر می‌اندازند و...

## بازیگران
- دمیان بیچیر در نقش پدر بورک
- تایسا فارمیگا در نقش خواهر آیرین
- جوناس بلوکت در نقش ماریس «فرنچی» تریو
- بونی آرونز در نقش والاک / راهبه
- شارلوت هوپ در نقش خواهر ویکتوریا
- اینگرید بیسو در نقش خواهر اوانا
- ساندرا تلس در نقش خواهر روث
- مانوئلا سیوکور در نقش خواهر کریستین
- آنی ساوا در نقش خواهر جسیکا
- ماریا اوبرتین در نقش خواهر ابیگیل
- گابریل داونی در نقش مادر ابیس
- آگوست ماتورو در نقش دانیل
  - جک فالک در نقش دنیل شیطانی
- جانی کوین در نقش گرگورو
- مارک استگر در نقش دوک
- جرد مورگان در نقش مارکیز
- مایکل اسمایلی در نقش اسقف پاسکوال
- جوزف بیشارا به عنوان صدای دیو

علاوه بر این، پاتریک ویلسون، ورا فارمیگا، کریستف ویلون، لیلی تیلور و شانون کوک در ضبط‌های آرشیوی احضار به ترتیب در نقش‌های اد و لورین وارن، موریس تریو، کارولین پرون و درو توماس ظاهر می‌شوند. استرلینگ جرینز در ضبط‌های آرشیوی احضار ۲ در نقش جودی وارن ظاهر می‌شود.

## دنباله
در اوت ۲۰۱۷، وان در مورد امکان دنباله راهبه و اینکه خط داستانی آن ممکن است شامل شود بحث کرد: «می‌دانم که اگر راهبه کار کند، کجا می‌تواند به کجا منتهی شود و چگونه این موضوع به داستان لورن مرتبط می‌شود تا آنرا با دو فیلم اول احضار راه‌اندازی کرده و همه آن‌ها را کامل کند.»
در آوریل ۲۰۱۹، پیتر سفرن اعلام کرد که دنباله راهبه در حال ساخت است. سافرن اظهار داشت که یک خط داستانی «واقعاً سرگرم‌کننده» برای فیلم در نظر گرفته شده و اظهار داشت که یک فیلم راهبه دیگر اجتناب‌ناپذیر است. در اواخر همان ماه، آکلا کوپر به عنوان فیلمنامه‌نویس با پروژه قرارداد امضا کرد، در حالی که سافرن و جیمز وان به عنوان تهیه‌کننده کار خواهند کرد.
در فوریه ۲۰۲۲، تایسا فارمیگا اظهار داشت که با برادران وارنر در رابطه با بازی مجدد از فیلم اول گفتگو کرده‌است و خاطرنشان کرد که تأثیر دنیاگیری کروناویروس بر سینما پروژه را به تأخیر انداخته‌است. در آوریل ۲۰۲۲، برادران وارنر رسماً این فیلم را به عنوان بخشی از فهرست آیندهٔ خود در انجمن ملی صاحبان سینما ۲۰۲۲ اعلام کرد. روز بعد اعلام شد که مایکل چاوز کارگردانی این فیلم را بر عهده خواهد داشت. تصویربرداری اصلی در ۲۹ آوریل ۲۰۲۲ آغاز شد. بانی آرونز تأیید شد که دوباره در نقش والاک بازی خواهد کرد.